# Warmwell
Warmwell est une paroisse civile et un village du Dorset, en Angleterre.